# Folyásgörbe

## Meghatározás
A reológiában folyásgörbének, vagy konzisztencia görbének nevezzük az olyan ábrát, amely képes szemléltetni a változó viszkozitású közegek viselkedését
A konzisztencia latin kifejezés. Eredetileg "összefüggő", "összetartozó", "együttmaradó". A reológiában félreérthető a használata. Elsősorban a nagy viszkozitású anyagokra használják, de értelmezik olyan plasztikus anyagokra is, amelyeknek nagy a τ0 határnyírófeszültsége.

## Értelmezése
A folyásgörbe változói: a deformációsebesség és nyírófeszültség. A newtoni viszkozitással jellemzett közegeknél ez állandó meredekségű egyenes. Jól használható azon jelenségek szemléltetésére, amikor valamely közeg viszkozitása növekvő deformációsebességnél növekszik. Alapvető értelmezésében reverzibilis változásokat fejez ki. Az ábrán a nyírófeszültség jele a σ. A kezdeti viszkozitás az α szög tangense. Növekvő deformációsebességnél (nyírósebességnél) a viszkozitás növekszik, és a β szög tangense fejezi ki (dilatáns folyadék).
Az α és a β szög nagyságának csak a koordináta-tengelyek méretezésének ismeretében van értelme.
A folyásgöbe közepétől a nulla deformációsebességek felé haladva a viszkozitás nulla indexű határértékét számítjuk:
{\displaystyle \eta _{0}={\mbox{tg }}{\alpha }}
Ha a deformációsebesség tart a végtelenhez, akkor a viszkozitás végtelen határértékét kapjuk:
{\displaystyle \eta _{infinity}={\mbox{tg }}{\beta }}
A reológia értelmezi az ábrán szereplővel ellentétes anyagi tulajdonságot is; olyan anyagokat tehát, amelyek viszkozitása csökken, ha növekszik a deformációsebesség (pszeudoplasztikus folyadék). Számos módszert dolgoztak ki a nyírósebességtől függően változó viszkozitás mérésére, például ragasztók esetére az ASTM D2556 szabványt A két változó összefüggését közelítő hatványfüggvényekkel lehet leírni
A reológia szakirodalmában a koordinátatengelyeket gyakran felcserélik (a nyírófeszültség szerepel a vízszintes, a deformációsebesség a függőleges tengelyen).

## Konzisztencia változók
Konzisztencia változókat értelmezünk a Hagen–Poiseuille-törvény felhasználásával:
{\displaystyle q_{V}={\frac {\pi }{8}}{\frac {\Delta p}{l}}{\frac {r^{4}}{\eta }}}, ahol
qV a térfogatáram,
Δp a nyomás,
l a hosszúság,
{\displaystyle {\frac {\Delta p}{l}}} a hosszegységen létrejövő nyomásveszteség,
r a sugár és
η a dinamikai viszkozitási együttható (jelenleg a látszólagos viszkozitás)
A fenti egyenletet két részre bontjuk. Az x változó a nyomásveszteséggel arányos:
{\displaystyle x={\frac {\Delta pr}{2l}}},
az y változó a térfogatárammal: {\displaystyle y={\frac {4q_{V}}{r^{3}\pi }}}
Átrendezve a viszkozitás {\displaystyle \eta =({\frac {r^{3}\pi }{4q_{V}}})({\frac {\Delta pr}{2l}})}, tehát
{\displaystyle \eta ={\frac {x}{y}}}
A viszkozitásnak fenti két értelmezése nem azonos, csak hasonló, és függ a rendszer geometriájától. A newtoni törvény sík felület mentén létrejövő lamináris áramlásra vonatkozik, míg a Hagen–Poiseuille-törvény a kapilláris áramlásra (ez szintén lamináris). A mérési gyakorlatban (például rotációs viszkozimétereknél) hasonlóságot lehet számítani egyrészt a térfogatáram és a deformációsebesség; másrészt a nyírófeszültség és a nyomásveszteség között.